# Carles Puyol
Carles Puyol Saforcada (La Pobla de Segur, 13 april 1978) is een Spaans voormalig profvoetballer. Hij speelde zijn hele carrière als verdediger voor FC Barcelona en kwam honderd keer uit voor het Spaans nationaal elftal. Puyol begon als rechterverdediger, maar speelde later meer centraal in de verdediging. Hij kreeg bijnamen als Rambo, Conan en Tarzan. Puyol was een publiekslieveling en kreeg in januari 2007 in een verkiezing voor het ideale elftal door de sportkrant El Mundo Deportivo 87.570 stemmen van fans, de meeste van iedereen. Puyol maakte op 30 mei 2014 een einde aan zijn actieve loopbaan.

## Clubvoetbal

### Cantera
Puyol begon als keeper bij de lokale voetbalclub van zijn geboorteplaats La Pobla de Segur. Na problemen met zijn schouders werd hij eerst aanvaller en later verdediger. Op 17-jarige leeftijd kwam Puyol in de jeugdopleiding (cantera) van FC Barcelona. In 1996 won hij met Juvenil A, het hoogste jeugdelftal van de club, de Copa del Rey Juvenil ten koste van Real Madrid (4-2). Puyol scoorde in de finale. In het seizoen 1997/98 behoorde de verdediger tot nieuwe generatie aankomende sterren van FC Barcelona B, het tweede elftal van de club. Samen met spelers als Xavi Hernández, Gabri García en Gerard López, wist Puyol met Barça B promotie naar de Segunda División A te bewerkstelligen. Verschillende spelers zouden echter de overstap naar het eerste elftal maken, waardoor Barça B aan kwaliteit verloor en na één seizoen alweer degradeerde naar de Segunda División B.

### FC Barcelona
Ook Puyol behoorde tot de spelers die zich mochten gaan bewijzen in de hoofdmacht van FC Barcelona. Na op 10 juni 1997 al eens als invaller te hebben gespeeld in de finale van de Copa de Catalunya tegen CE Europa, debuteerde Puyol op 2 oktober 1999 tegen Real Valladolid in de Primera División. Louis van Gaal gaf hem in het seizoen 1999/2000 al regelmatig speeltijd in zowel de Primera División als de UEFA Champions League. In de seizoenen daarna zou Puyol uitgroeien tot een vaste waarde bij de Catalaanse club. In 2002 werd hij verkozen als derde aanvoerder achter Luis Enrique en Phillip Cocu. Sinds het vertrek van Luis Enrique in 2004 is Puyol eerste aanvoerder van FC Barcelona. In 2005 won Puyol met FC Barcelona de landstitel en de Supercopa. Een jaar later volgde in 2006 een tweede landstitel en de UEFA Champions League. Laatstgenoemde trofee werd door FC Barcelona veroverd na een 2-1-overwinning op Arsenal FC in de finale.
Met FC Barcelona won hij in 2009 de Spaanse landstitel, Copa del Rey en op 27 mei 2009 won hij nog een UEFA Champions League door Manchester United met 2-0 te verslaan. Op 28 augustus 2009 speelde Carles Puyol zijn honderdste Europese wedstrijd tegen Sjachtar Donetsk en drie dagen later, op 31 augustus, speelde hij tegen Sporting Gijon zijn driehonderdste wedstrijd in de Primera División. In de tweede helft van 2009 won Puyol met Barça nog de Supercopa de España, de UEFA Super Cup en het wereldkampioenschap voor clubs. In 2010 werd de Spaanse landstitel geprolongeerd. In juni 2011, na de Champions League finale, werd bekend dat Puyol een knieoperatie moest ondergaan. Hierdoor zou hij ongeveer 3 maanden niet kunnen voetballen. Op 2 oktober 2012 blesseerde Puyol zijn arm tijdens een Champions League wedstrijd. Op 4 maart 2014 kondigde hij aan bezig te zijn aan zijn laatste seizoen bij de club. Na afloop daarvan bleef hij bij Barcelona aan als adjunct-technisch directeur, naast Andoni Zubizarreta. Toen die in januari 2015 werd ontslagen, stapte Puyol ook op.

### Statistieken
| Seizoen | Club           | Land            | Competitie         | Duels | Doelp. |
| ------- | -------------- | --------------- | ------------------ | ----- | ------ |
| 1996/97 | FC Barcelona B | Vlag van Spanje | Segunda División B | 1     | 1      |
| 1997/98 | FC Barcelona B | Vlag van Spanje | Segunda División B | 36    | 1      |
| 1998/99 | FC Barcelona B | Vlag van Spanje | Segunda División A | 38    | 2      |
| 1999/00 | FC Barcelona B | Vlag van Spanje | Segunda División B | 8     | 0      |
| 1999/00 | FC Barcelona   | Vlag van Spanje | Primera División   | 24    | 0      |
| 2000/01 | FC Barcelona   | Vlag van Spanje | Primera División   | 17    | 0      |
| 2001/02 | FC Barcelona   | Vlag van Spanje | Primera División   | 35    | 2      |
| 2002/03 | FC Barcelona   | Vlag van Spanje | Primera División   | 32    | 0      |
| 2003/04 | FC Barcelona   | Vlag van Spanje | Primera División   | 27    | 0      |
| 2004/05 | FC Barcelona   | Vlag van Spanje | Primera División   | 36    | 0      |
| 2005/06 | FC Barcelona   | Vlag van Spanje | Primera División   | 35    | 1      |
| 2006/07 | FC Barcelona   | Vlag van Spanje | Primera División   | 35    | 1      |
| 2007/08 | FC Barcelona   | Vlag van Spanje | Primera División   | 30    | 0      |
| 2008/09 | FC Barcelona   | Vlag van Spanje | Primera División   | 28    | 1      |
| 2009/10 | FC Barcelona   | Vlag van Spanje | Primera División   | 32    | 1      |
| 2010/11 | FC Barcelona   | Vlag van Spanje | Primera División   | 17    | 1      |
| 2011/12 | FC Barcelona   | Vlag van Spanje | Primera División   | 26    | 3      |
| 2012/13 | FC Barcelona   | Vlag van Spanje | Primera División   | 13    | 1      |
| 2013/14 | FC Barcelona   | Vlag van Spanje | Primera División   | 5     | 1      |
| totaal: | totaal:        | totaal:         | totaal:            | 474   | 16     |

## Nationaal elftal
Puyol won met Spaans olympisch elftal in 2000 de zilveren medaille op de Olympische Zomerspelen van Sydney. In de finale werd na strafschoppen verloren van Kameroen nadat de wedstrijd in 2-2 was geëindigd. Op 15 november 2000 debuteerde de verdediger tegen Nederland in het Spaanse nationale elftal. Op 17 april 2002 maakte Puyol tegen Noord-Ierland zijn eerste interlanddoelpunt. Hij nam met Spanje deel aan het WK 2002, het EK 2004 en het WK 2006. Op alle drie deze toernooien was Puyol basisspeler. In de tweede groepswedstrijd tegen Paraguay op het WK 2002 belandde een hard schot van Francisco Arce via het been van Puyol in het Spaanse doel. Het WK 2006 was voor Puyol in de groepsfase een sterk WK, Spanje verloor in de achtste finales van Frankrijk door een doelpunt gemaakt door Viera na een vrije trap die gedeeltelijk was veroorzaakt door Puyol. Spanje-Frankrijk werd 1-3. Tijdens het EK 2008 won Puyol met de Spaanse ploeg het kampioenschap. Op 29 juni werd in Wenen met 1-0 gewonnen van Duitsland. In juni 2009 behaalde Puyol met Spanje de derde plaats op de Confederations Cup. Hij speelde een belangrijke rol in de halve finale van het WK 2010, toen hij tegen Duitsland de winnende treffer scoorde (1-0). Puyol werd op datzelfde WK wereldkampioen, door in de finale het Nederlands voetbalelftal met 1-0 te verslaan. Europees- en wereldkampioen Spanje kon tijdens het EK 2012 in Oekraïne en Polen niet beschikken over Carles Puyol, zijn herstel van een knieblessure vergde te veel tijd.
Op 1 augustus 2010, verklaarde de toenmalige 32-jarige Puyol dat hij nog zeker 2 jaar voor het nationale elftal zou spelen, uiteindelijk speelde Puyol zijn 100ste en laatste wedstrijd op 6 februari 2013 tijdens de vriendschappelijke wedstrijd tegen Uruguay in Doha, Qatar. Tijdens deze wedstrijd was hij ook aanvoerder. Spanje won met 3-1.

### Statistieken
| jaar       | elftal                  | toernooi               | wed. | goals |
| ---------- | ----------------------- | ---------------------- | ---- | ----- |
| 2000       | Spaans olympisch elftal | Olympische Spelen      | 5    | 0     |
| 2002       | Spaans elftal           | Wereldkampioenschap    | 4    | 1     |
| 2004       | Spaans elftal           | Europees kampioenschap | 3    | 0     |
| 2006       | Spaans elftal           | Wereldkampioenschap    | 3    | 0     |
| 2008       | Spaans elftal           | Europees kampioenschap | 6    | 1     |
| 2009       | Spaans elftal           | Confederations Cup     | 3    | 0     |
| 2010       | Spaans elftal           | Wereldkampioenschap    | 7    | 1     |
| Bijgewerkt | 09-05-2011              |                        |      |       |

## Erelijst
| Competitie            |              |                                                      |              |              |
| Competitie            | Aantal       | Jaren                                                |              |              |
| FC Barcelona          | FC Barcelona | FC Barcelona                                         | FC Barcelona | FC Barcelona |
| --------------------- | ------------ | ---------------------------------------------------- | ------------ | ------------ |
| Mondiaal              |              |                                                      |              |              |
| FIFA Club World Cup   | 2x           | 2009, 2011                                           |              |              |
| Internationaal        |              |                                                      |              |              |
| UEFA Champions League | 3x           | 2005/06, 2008/09, 2010/11                            |              |              |
| UEFA Super Cup        | 2x           | 2009, 2011                                           |              |              |
| Nationaal             |              |                                                      |              |              |
| Primera División      | 6x           | 2004/05, 2005/06, 2008/09, 2009/10, 2010/11, 2012/13 |              |              |
| Copa del Rey          | 2x           | 2008/09, 2010/12                                     |              |              |
| Supercopa             | 6x           | 2005, 2006, 2009, 2010, 2011, 2013                   |              |              |

| Competitie              | Winnaar | Winnaar | Runner-up | Runner-up | Derde  | Derde  |
| Competitie              | Aantal  | Jaren   | Aantal    | Jaren     | Aantal | Jaren  |
| Spanje                  | Spanje  | Spanje  | Spanje    | Spanje    | Spanje | Spanje |
| ----------------------- | ------- | ------- | --------- | --------- | ------ | ------ |
| FIFA WK                 | 1x      | 2010    |           |           |        |        |
| UEFA EK                 | 1x      | 2008    |           |           |        |        |
| FIFA Confederations Cup |         |         |           |           | 1x     | 2009   |
| Olympische Zomerspelen  |         |         | 1x        | 2000      |        |        |